# Храм Вознесения на Елеонской горе
Храм Вознесения на Елеонской горе или Имвомон впервые был построен между 330 и 378 годами римлянкой Пименией на месте вознесения Иисуса Христа на Елеонской горе в Иерусалиме. В 614 году разрушен персами, после чего вновь отстроен Иерусалимским патриархом Модестом (632—634).

## Имвомон
Паломница Эгерия (IV век) упоминает Имвомон в своём дневнике при описании празднования Богоявления: «Все идут на Елеон, в ту церковь, где находится пещера, в которой был в этот день Господь с апостолами… И оттуда, приблизительно уже в шестом часу ночи, с песнопениями идут вверх, на Имвомон, на то место, откуда Господь вознесся на небо».
Аркульф, видевший Имвомон примерно в 670 году, писал, что это «большая круглая церковь, вокруг которой идут три сводчатые портика, сверху крытые: внутреннее сооружение этой церкви без крыши и без свода и стоит под открытым небом, на чистом воздухе; в восточной части этого сооружения находится алтарь, покрытый узкой крышей». Схожее описание Имвомона находится у Беды Достопочтенного и Петра Диакона.
В опубликованных записках паломников XX века встречаются утверждения, что Имвомон был

совершенно круглый, диам. 28 м из двойного портика на 3-х рядах колонн. Купола не было: молящиеся созерцали из храма то самое небо, куда вознёсся Спаситель… Так как она принадлежит теперь последним завоевателям мусульманам, она лишена внутри всяких украшений и изображений; камень со следом Стопы Христовой окружен мраморной рамкой. Здание увенчано арабами характерным магометанским куполом, но без полумесяца.— еп. Мефодий (Кульман). Святая Земля. — Париж, 1961
.
В 1959 году францисканцы организовали археологическую экспедицию под руководством В. Корбо. Были вскрыты остатки фундамента, по которым диаметр церкви был определён примерно в 25 м. Исторические описания постройки Аркульфом в целом подтвердились. Терраса, с которой открывался вид на Иерусалим, заканчивалась мраморной лестницей, спускавшейся к Кедрону. Крест, венчавший Имвомон, должен был быть заметен издалека, из Кедронской долины, а освещавшие портик и террасу фонари должны были быть видны из Иерусалима.
Археологи также нашли посвятительную надпись с упоминанием имени Иерусалимского патриарха св. Модеста, который решил восстановить Имвомон, разрушенный персами в 614 году. Однако отстроил его Модест в более скромном виде и не точно на прежнем месте. Современные авторы высказывают предположение, что это связано не с какой-то ошибкой Модеста, а с его желанием строго следовать первоначальному плану постройки.
Касательно первоначального положения священного камня имеются разные мнения. Аркульф писал, что он был огорожен

большим круглым колесом, сверху сглаженным, вышина которого указывается мерою до шеи, и посередине его видно немаленькое отверстие, через которое указываются отчетливо и ясно отпечатавшиеся открыто следы ног Господних. В этом колесе с западной стороны постоянно открыта некая дверь, для того чтобы входящие через неё легко могли подойти к месту священного праха (находящегося на камне) и через открытое сверху отверстие этого колеса, протянув руки, брать частицы священного праха— Аркульфа рассказ о св. местах. — С. 77.
Его описание напоминает архитектурное оформление камня Авраама в святилище Куббат ас-Сахра («Купол скалы»). Поскольку этот монумент (не мечеть) был построен позже, чем Имвомон (в 685—691 гг.), выдвигается предположение, что за образец был взят камень Вознесения, виденный Аркульфом.
Первым русским паломником, оставившим описание паломничества в Палестину, был игумен Даниил. Посетив храм Вознесения в 1106 году, он указал расстояние от Гефсимании до вершины Елеонской горы в 3 полёта стрелы, а до Елеоны — в 1 полёт. Расстояние от Елеоны до места Вознесения он определил в 90 саженей (примерно 200 м). По его описаниям,

Место Вознесения Господня находится на вершине Елеонской горы, прямо к востоку, и выглядит, как малая горка. На той горке был камень круглый, выше колена, с того камня вознёсся Христос. И всё то место покрыто сводами, а поверх сделан как бы двор каменный круглый, вымощенный весь мрамором. И посреди того двора создан как бы теремок круглый, без верха, а в том теремке, под самым его непокрытым верхом, лежит камень святой, на котором стояли пречистые ноги Владыки и Господа нашего. И сделана над камнем трапеза из мраморных плит, и на той трапезе служат ныне литургии. Камень же находится внизу, под святой трапезой, вокруг весь обложен мраморными плитами, только верх его виден немного, и его целуют все христиане.— «Хождение» игумена Даниила в Св. Землю… — С. 46-47
В настоящее время сохранились базы колонн Имвомона, по которым археологи дают два варианта реконструкции типа этого здания — октагон (восьмиугольник) или ротонда.

## Часовня Вознесения
Находящаяся на этом месте современная часовня Вознесения сооружена в эпоху крестоносцев. Это небольшое здание, перекрытое полусферическим куполом, восьмиугольное снаружи, и скругляемое до ротонды внутри. Нижний восьмерик украшен арочными нишами с небольшими коринфскими колоннами на углах, с византийскими резными кентаврами в капителях. Двор часовни составляет примерно половину площади, которую занимал Имвомон; базы его колонн сохранились близ внутренней стороны ограды часовни.
Отмечается, что позднейшая мусульманская постройка — Купол Вознесения на Храмовой горе, возведённый из материалов разобранных христианских сооружений на месте вознесения пророка Мухаммеда на небеса верхом на бураке, архитектурно заимствует формы христианской часовни Вознесения.
После землетрясения 1834 года часовню совместно отремонтировали православная греческая, католическая и армянская общины Святых мест. С согласия правительства Египта армянская община одновременно начала рядом строительство монастыря для Армянской апостольской церкви. Это было использовано для разжигания конфликта между Россией и армянами. 13 сентября 1836 года русский посланник в Константинополе А. П. Бутенёв получил жалобу Иерусалимского Синода:

Оттоманская Порта из мести к России, как православной… отнимает у нас священную Елеонскую гору и отдает её армянам.

По получении жалобы Николай I распорядился принять необходимые меры. 8 сентября 1838 года в Иерусалим прибыл судебный представитель Высокой Порты и «начал вопрошать и судить». На другой день все заинтересованные стороны отправились на Елеонскую гору, где после «рассмотрения с точностию всех зданий и описания оных с наивеличайшею подробностию» было принято решение, «что все нововведения достойны истребления и разрушения, так что места сии по-прежнему остаются приступными для поклонения для всех народов». Султан вынужден был издать повеление, отменяющее прежнее разрешение, и в 1839 году «греки и католики разрушили до основания» армянские постройки.

### Стопа Спасителя
Напротив западного входа, в полу часовни находится камень, обрамлённый прямоугольной мраморной рамкой, врезанной в естественную скалу. Камень имеет выемку в форме отпечатка левой человеческой стопы. Леонид (Кавелин) напоминает, что «Даниил видел здесь ещё две стопы (в XII в.), но позже мусульмане высекли из скалы одну стопу и перенесли её в мечеть Ель-Акса, где этот след и сохраняется поныне».
Стопа Спасителя, или «стопочка» — как называли этот камень русские паломники — вызывала у них трепет. «Случайность сходства тут, по крайней мере для меня, немыслима», — убеждает архимандрит Антонин (Капустин) в своих записках. Поскольку Стопа Спасителя обращена на север, русские паломники делали из этого вывод, что «Он возносился на небо с лицом, обращенным к северу, к России, и, возносясь, благословлял её».
Пользуясь этим интересом, в XIX веке арабы торговали в Иерусалиме кусочками полотна в размер стопы. Дмитриевский пишет, что «в 1890 г. одессит Е. И. Фесенко сделал и растиражировал хромолитографию „стопочки“, как любовно называли её русские богомольцы, заменив полотно бумагой», и потом этими изображениями благословляли русских паломников монахини Елеонского Вознесенского русского монастыря, расположенного неподалёку от места Вознесения.